# Bakuten!!
Bakuten!! (バクテン!! "Backflip!!" en inglés?) es una serie de televisión de anime japonesa animada por el estudio Zexcs, dirigida por Toshimasa Kuroyanagi y guionizada por Toshizō Nemoto. El diseño original de personajes es creado por Robico, mientras que Yūki Shibata los adapta para la animación. Yuki Hayashi es el compositor de la banda sonora. La serie es parte del "Zutto Ōen Project 2011 + 10...", que conmemora el décimo aniversario del el terremoto y tsunami de Tōhoku en 2011. Debutó durante el bloque de programación de Fuji TV, Noitamina, el 9 de abril de 2021. Centimillimental interpreta la introducción de la serie, Seishun no Enbu, y wacci el tema final, Anata ga Iru. Una adaptación en manga comenzó su serialización en la revista Dessert de Kodansha el 22 de enero de 2021. Crunchyroll licenció la serie fuera de Asia.

## Trama
La serie, que tiene como escenario Iwanuma, en la prefectura de Miyagi, se centra en el equipo de gimnasia llamado Ao High de la escuela secundaria Sōshūkan. El protagonista, Shōtarō Futaba, comienza a practicar gimnasia rítmica tras presenciar una actuación del Ao High mientras iba de camino a su instituto. A continuación decide unirse al equipo, donde traba amistad con su compañero Ryōya Misato, un afamado gimnasta durante el instituto.

## Personajes principales
- Shōtarō Futaba (双葉翔太郎 Futaba Shōtarō?,  Seiyū: Shimba Tsuchiya).[1]
- Ryōya Misato (美里良夜 Misato Ryōya?,  Seiyū: Kaito Ishikawa).[1]
- Masamune Shichigahama (七ヶ浜政宗 Shichigahama Masamune?,  Seiyū: Daisuke Ono).[1]
- Keisuke Tsukidate (築館敬助 Tsukidate Keisuke?,  Seiyū: Takashi Kondō).[1]
- Nagayoshi Onagawa (女川ながよし Onagawa Nagayoshi?,  Seiyū: Hiro Shimono).[1]
- Kōtarō Watari (亘理光太郎 Watari Kōtarō?,  Seiyū: Hiroshi Kamiya).[1]
- Shūsaku Shida (志田周作 Shida Shūsaku?,  Seiyū: Takahiro Sakurai).[7]
- Asawo Kurikoma (栗駒あさを Kurikoma Asawo?,  Seiyū: Ayane Sakura).[8]
- Mashiro Tsukiyuki (月雪ましろ Tsukiyuki Mashiro?,  Seiyū: Ayumu Murase).[3]

## Lista de episodios
| Episodios | Episodios                                                                   | Episodios           |
| Número    | Título                                                                      | Fecha de estreno    |
| --------- | --------------------------------------------------------------------------- | ------------------- |
| 1         | «¡Quiero dar una voltereta hacia atrás!» «Bakuten Shitai!» (バク転したい！) | 9 de abril de 2021  |
| 2         | «¡Quiero volar contigo!» «Issho ni Tobitai!» (一緒に跳びたい！)             | 16 de abril de 2021 |
| 3         | «¡Quiero acampar!» «Gasshuku Shitai!» (合宿したい！)                        | 23 de abril de 2021 |
| 4         | «¡Todos somos rivales!» «Raibaru nan da!» (ライバルなんだ！)                | 30 de abril de 2021 |
| 5         | «¡Quiero esconderme!» «Kakuretai!» (かくれたい！)                           | 7 de mayo de 2021   |
| 6         | «¡Disfrutando!» «Tanoshinde!» (楽しんで！)                                  | 14 de mayo de 2021  |
| 7         | «¡Haremos una promesa!» «Yakusoku Shimasu!» (約束します！)                  | 21 de mayo de 2021  |
| 8         | «¡Te cuidaré!» «Osewa Shimasu!» (お世話します！)                            | 28 de mayo de 2021  |
| 9         | «¡Sé necesitado!» «Amaete yo!» (甘えてよ！)                                 | 4 de junio de 2021  |
| 10        | «¡No puedo soportarlo!» «Gaman Dekinai!» (我慢出来ない！)                   | 11 de junio de 2021 |
| 11        | «¡Dalo todo, lucha fuerte!» «Zenryoku de, Omoikiri!» (全力で、思い切り！)   | 18 de junio de 2021 |
| 12        | «¡Mañana también!» «Ashita mo!» (明日も！)                                  | 25 de junio de 2021 |